# آلدو لادو
آلدو لادو (انگلیسی: Aldo Lado؛ زادهٔ ۵ دسامبر ۱۹۳۴) کارگردان فیلم، فیلم‌نامه‌نویس، تهیه‌کننده فیلم و بازیگر اهل ایتالیا است. وی از سال ۱۹۶۸ میلادی تاکنون مشغول فعالیت بوده‌است.
از فیلم‌هایی که وی در آن‌ها نقش داشته است، می‌توان به دخترخاله، انسان‌نما و خوش به‌حال پولداران اشاره نمود.